# Varisella
Varisella is een gemeente in de Italiaanse provincie Turijn (regio Piëmont) en telt 764 inwoners (31-12-2004). De oppervlakte bedraagt 22,5 km², de bevolkingsdichtheid is 34 inwoners per km².

## Demografie
Varisella telt ongeveer 357 huishoudens. Het aantal inwoners steeg in de periode 1991-2001 met 3,3% volgens cijfers uit de tienjaarlijkse volkstellingen van ISTAT.
| Jaar | Inwoneraantal |
| ---- | ------------- |
| 1991 | 668           |
| 2001 | 690           |

## Geografie
Varisella grenst aan de volgende gemeenten: Viù, Vallo Torinese, Fiano, La Cassa, Val della Torre, Givoletto.
1. ↑  https://demo.istat.it/?l=it.